# (19589) Kirkland
(19589) Kirkland (1999 NZ14) – planetoida z pasa głównego asteroid okrążająca Słońce w ciągu 3,73 lat w średniej odległości 2,4 j.a. Odkryta 14 lipca 1999 roku.